# Макіївська сільська рада (Носівський район)
Макі́ївська сільська́ ра́да:
- до 25 жовтня 2015 — адміністративно-територіальна одиниця та орган місцевого самоврядування в Носівському районі Чернігівської області.
- з 25 жовтня 2015 — колишній орган місцевого самоврядування Макіївської сільської громади.

Адміністративний центр — село Макіївка, ЄДРПОУ 04415531.
У сферу врядування ради входять 6 сіл: Вербове, Ганнівка, Кленове, Макіївка, Пустотине та Степове.

## Вибори і склад ради
Перші місцеві вибори в Макіївській об'єднаній територіальній сільській громади відбулися 25 жовтня 2015. Був обраний сільський голова Баклан Петро Андрійович і 14 депутатів ради.
- Виборців у списках – 1 173; взяли участь у голосуванні – 757 (64,54 %).
- Макіївським сільським головою (головою громади) обраний Баклан Петро Андрійович (БПП), 561 голос, (74,1%). Другий — Биков В. М. 66 голосів (8,72 %).

Станом на серпень 2020 обрано 14 депутатів, з них: 
- самовисуванці — 9 осіб, 64,28 %,
- політична партія «Блок Петра Порошенка» — 3 особи, 21,42 %,
- Аграрна партія України — 1 особа, 7,14 %,
- політична партія «Наш Край» — 1 особа, 7,14 %).

## Керівники
| Прізвище, ім'я, по батькові | Основні відомості                                                             | Дата обрання    | Дата звільнення |
| --------------------------- | ----------------------------------------------------------------------------- | --------------- | --------------- |
| Баклан Петро Андрійович     | Сільський голова, 1949 року народження, освіта незакінчена вища, безпартійний | 25 жовтня 2015  |                 |
| Баклан Петро Андрійович     | Сільський голова, 1949 року народження, освіта незакінчена вища, безпартійний | 31 жовтня 2010  | 25 жовтня 2015  |
| Коровай Микола Миколайович  | Сільський голова, 1951 року народження, член Народної партії                  | 26 березня 2006 | 30 грудня 2009  |

Примітка: таблиця складена за даними сайту Верховної Ради України

## Історія
Макіївська сільська рада утворена у 1923 році, як адміністративно-територіальна одиниця та орган місцевого самоврядування в Носівському районі Чернігівської області.
- Територія ради: 83,178 км²
- Населення ради станом на 2001 рік становило 1 748 осіб ()

Раді були підпорядковані населені пункти: с. Макіївка і с. Пустотине.
За результатами місцевих виборів 2010 року депутатами ради стали:

#### За суб'єктами висування
| Суб'єкт висування                 | Кількість обраних депутатів | %    |
| --------------------------------- | --------------------------- | ---- |
| Самовисування                     | 8                           | 50   |
| Партія регіонів                   | 7                           | 43,8 |
| Політична партія «Сильна Україна» | 1                           | 6,3  |

#### За округами
| № округу                          | Прізвище, ім'я, по батькові      | Дата визнання обраним | Освіта             | Партійна приналежність                  | Відомості про обраного депутата                                                                                |
| --------------------------------- | -------------------------------- | --------------------- | ------------------ | --------------------------------------- | --- |
| Партія регіонів                   |                                  |                       |                    |                                         | |
| 2                                 | Пасічник Валентина Володимирівна | 02.11.2010            | середня спеціальна | позапартійна                            | Макіївська сільська рада, секретар                                                                             |
| 4                                 | Тищенко Ганна Василівна          | 02.11.2010            | середня            | позапартійна                            | селянське фермерське господарство «Вікторія», бухгалтер                                                        |
| 5                                 | Пустовойт Наталія Василівна      | 02.11.2010            | середня            | позапартійна                            | Макіївський сільський будинок культури, директор                                                               |
| 6                                 | Бойко Валентина Василівна        | 02.11.2010            | середня            | позапартійна                            | Носівський ТЦ соціального обслуговування пенсіонерів та одиноких непрацездатних громадян, соціальний працівник |
| 8                                 | Коровай Микола Миколайович       | 02.11.2010            | вища               | позапартійний                           | пенсіонер |
| 9                                 | Линник Микола Миколайович        | 02.11.2010            | середня            | позапартійний                           | фізична особа-підприємець                                                                                      |
| 11                                | Могильний Володимир Миколайович  | 02.11.2010            | середня спеціальна | позапартійний                           | Макіївська сільська рада, землевпорядник                                                                       |
| Політична партія «Сильна Україна» |                                  |                       |                    |                                         | |
| 13                                | Батрак Віктор Іванович           | 02.11.2010            | середня спеціальна | член Політичної партії «Сильна Україна» | тимчасово не працює                                                                                            |
| Самовисування                     |                                  |                       |                    |                                         | |
| 1                                 | Бордюжа Наталія Петрівна         | 02.11.2010            | вища               | позапартійна                            | селянське фермерське господарство «Вікторія», бухгалтер                                                        |
| 3                                 | Шевчук Тетяна Іванівна           | 02.11.2010            | середня            | позапартійна                            | Макіївська сільська рада, головний бухгалтер                                                                   |
| 7                                 | Звегинцев Євгеній Олександрович  | 02.11.2010            | середня            | член Української Народної Партії        | Київська компанія «Спецбудсервіс», завідувач складу ГСМ                                                        |
| 10                                | Коваль Анатолій Віталійович      | 02.11.2010            | середня спеціальна | член Політичної партії «Сильна Україна» | селянське фермерське господарство «Вікторія», головний зоотехнік                                               |
| 12                                | Дорогінська Тетяна Іванівна      | 02.11.2010            | середня спеціальна | позапартійна                            | тимчасово не працює                                                                                            |
| 14                                | Шинкаренко Наталія Олександрівна | 02.11.2010            | середня спеціальна | позапартійна                            | Пустотинський фельдшерсько-акушерський пункт, завідувачка                                                      |
| 15                                | Зінченко Ольга Володимирівна     | 02.11.2010            | середня спеціальна | член Єдиного Центру                     | селянське фермерське господарство «Вікторія», економіст                                                        |
| 16                                | Карабець Людмила Анатоліївна     | 02.11.2010            | середня спеціальна | член Єдиного Центру                     | селянське фермерське господарство «Вікторія», бухгалтер                                                        |